# Eenum
Eenum – wieś w Holandii, w prowincji Groningen, w gminie Loppersum.